# Bronisław Banasik

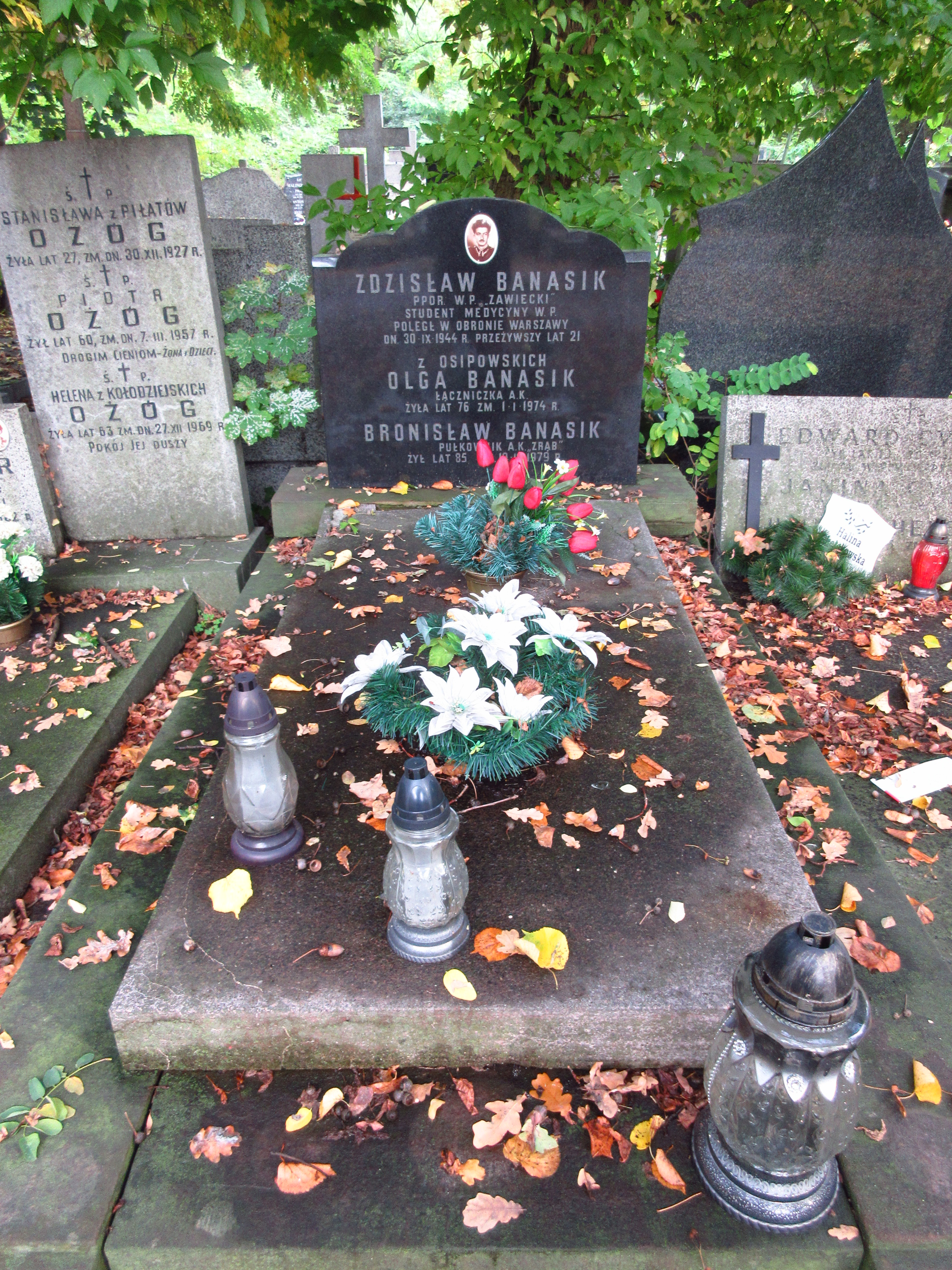
Grób Bronisława Banasika na Cmentarzu Bródnowskim.

Bronisław Banasik, ps. „Stefan”, „Zrąb” (ur. 2 sierpnia 1894 w Będzinie, zm. 19 marca 1979 w Warszawie) – major Wojska Polskiego, w latach 1946–1948 komendant główny Narodowego Zjednoczenia Wojskowego w stopniu pułkownika, ofiara represji stalinowskich.

## Życiorys
Syn Mikołaja i Agnieszki z Maślaczyńskich. Ukończył szkołę podstawową i szkołę handlową, uzyskując średnie wykształcenie. W 1915 roku został powołany do armii rosyjskiej, w szeregach której wziął udział w I wojnie światowej. W 1916 roku awansowany do stopnia podporucznika. Od 1918 roku służył w 5. Dywizji Strzelców Polskich. Uczestniczył w wojnie polsko-bolszewickiej. W styczniu 1920 roku dostał się do niewoli bolszewickiej, a do Polski powrócił w lutym 1922 roku. W 1921 roku został zweryfikowany w stopniu porucznika ze starszeństwem z dniem 1 czerwca 1919 roku w korpusie oficerów piechoty. W czasie służby zajmował się szkoleniem w ramach Przysposobienia Wojskowego w powiecie śremskim, a od 1933 roku odpowiadał za zaopatrzenie w pułku radiotelegraficznym. Na stopień kapitana został awansowany ze starszeństwem z dniem 19 marca 1938 i 54. lokatą w korpusie oficerów administracji, grupa administracyjna. W 1939 roku pełnił służbę w pułku radiotelegraficznym w Warszawie na stanowisku oficera administracyjno-materiałowego.
W trakcie kampanii wrześniowej służył w macierzystym pułku. Po rozbiciu jednostki w walkach pod Janowem Lubelskim nie poszedł do niewoli, lecz przedostał się do Warszawy. 1 listopada 1939 roku wstąpił do Narodowej Organizacji Wojskowej, pod pseudonimem „Stefan” obejmując w Komendzie Głównej tej organizacji funkcje: szefa wydziału uzbrojenia i następnie zastępcy szefa wydziału organizacyjnego, pełniąc je do lipca 1942 roku. Po rozłamie w SN i NOW na tle scalenia z AK, objął stanowisko szefa wydziału organizacyjnego KG NOW-AK. W szeregach AK (przybierając w tej organizacji pseudonim „Zrąb”) awansowany został do stopnia majora ze starszeństwem z dniem 1 września 1942 roku. Wziął udział w powstaniu warszawskim. Po jego upadku dostał się do niewoli niemieckiej, przebywał w oflagu w Murnau.
Po powrocie do kraju w październiku 1945 roku nawiązał kontakt z Narodowym Zjednoczeniem Wojskowym. W organizacji tej został zweryfikowany w stopniu podpułkownika. W lutym 1946 roku przyjął propozycję objęcia stanowiska komendanta głównego tej organizacji, przyjmując także awans do stopnia pułkownika. Na swego adiutanta wyznaczył por. Adama Kotowskiego ps. „Adam”. Jednocześnie pracował na stanowisku kierownika wydziału transportowego w Państwowych Zakładach Wydawnictw Szkolnych. Został aresztowany przez funkcjonariuszy MBP w Warszawie 14 stycznia 1948 roku. W śledztwie był bardzo brutalnie traktowany. Wojskowy Sąd Rejonowy w Warszawie skazał go 13 listopada 1948 roku trzykrotnie na karę śmierci i karę 15 lat więzienia, wymierzając karę śmierci jako karę łączną. Rozprawie przewodniczył sędzia kpt. Zbigniew Furtak. Postanowieniem Najwyższego Sądu Wojskowego z 14 stycznia 1949 roku wyrok złagodzono do kary dożywotniego więzienia. 2 maja 1957 roku wyszedł z więzienia na mocy amnestii.
Zamieszkał wraz z żoną w Przemkowie, na skutek zakazu powrotu do Warszawy. Pracował tam jako kierownik kina. W 1967 roku skierował pismo do Rady Państwa, prosząc o wyrażenie zgody na powrót do Warszawy. Postanowieniem Sądu Wojewódzkiego dla m.st. Warszawy z 13 czerwca 1969 roku zarządzono w stosunku do niego zatarcie kary. Do Warszawy powrócił na początku lat 70.
Pochowany jest na cmentarzu Bródnowskim (kwatera 43B-6-14).

## Ordery i odznaczenia
- Krzyż Srebrny Orderu Virtuti Militari
- Krzyż Komandorski Orderu Odrodzenia Polski (pośmiertnie, 2023)[7]
- Krzyż Walecznych
- Srebrny Krzyż Zasługi (22 maja 1939)[8]